# Хавеке
Хавеке (нидерл. Haveke) — небольшая усадьба, находящаяся в городе Зютфен, провинция Гелдерланд, Нидерланды.

## История
Здание было построено в 1860 году, окружено 14 гектарами сада в английском стиле — очень популярного в 19 веке. Сад был разбит известным голландским ландшафтным дизайнером Леонардо Спрингером (1855—1940). Сад покрывают хорошо ухоженные местными жителями газоны, посажено много деревьев. Через парк ведут пешеходные тропы, и днем он открыт для общественности.
Первое упоминание о строении на месте современного дома относится к 1481 году, когда некий Герман тер Хевик женился и преподнес своей супруге «прямоугольную усадьбу Энгерен» и хорошую сумму денег.
В 1869 году старый дом снесли и построили новый, который стоит и сейчас. Усадьба несколько раз перестраивалась и обновлялась, нынешним владельцем является семья Рехтерен-Лимпюрг-Спехфельд (нидерл. Rechteren-Limpurg-Speckfeld). Сейчас в усадьбе проводятся разнообразные местные выставки, концерты и другие городские мероприятия. Окружающему парку присвоен статус памятника природы.